# Pennsylvania Avenue
La Pennsylvania Avenue è una delle vie principali di Washington, D.C. nota per essere la principale arteria di collegamento tra la Casa Bianca ed il Campidoglio. Anche nota come America's Main Street, sulla Pennsylvania Avenue hanno luogo le più importanti manifestazioni nazionali, inoltre risulta essere anche una delle principali arterie a livello nazionale facendo parte del National Highway System. 
1600 Pennsylvania Avenue è l'indirizzo formale della Casa Bianca, la residenza presidenziale degli Stati Uniti.

## Percorso
La strada si sviluppa su un percorso di 9,3 km (5,8 miglia) all'interno di Washington, D.C., anche se il tratto più importante, quello che collega la Casa Bianca al Campidoglio, misura solo 1,9 km (1,2 miglia). Poi la strada prosegue a sud est del Campidoglio per ulteriori 3,5 miglia all'interno di Washington, D.C. attraversando il quartiere di Capitol Hill e oltrepassando il fiume Anacostia sul ponte John Philip Sousa. Dopo aver attraversato l'intera contea di Prince George, la strada termina dopo 23,3 km (14,5 miglia) all'incrocio con MD Rt. 408 presso la Waysons Corner nei pressi del fiume Patuxent, raggiungendo la lunghezza complessiva di 32,7 km (20,3 miglia). Da questo punto in poi la Pennsylvania Avenue è nota come Southern Maryland Boulevard. Nello Stato del Maryland la Pennsylvania Avenue viene anche chiamata "Maryland Route 4".